# Sociedade Esportiva River Plate
A Sociedade Esportiva River Plate, simplesmente conhecido como River Plate ou apenas River, foi um clube de futebol de Carmópolis, estado de Sergipe. Fundado no dia 18 de Agosto de 1967, suas cores, nome, escudo e uniforme são uma homenagem ao River Plate da Argentina. O River Plate mudou de nome em 2006, antes chamava-se Sociedade Esportiva São Cristóvão. Com boa estrutura de treinamento, o time conseguia surpreender adversários e recebeu destaque por suas atuações. Porém, acabou encerrando suas atividades em 2013.

## História

### Ascensão do River Plate Brasileiro e queda do Argentino
Uma análise curiosa pode ser verificada nos últimos três anos: o time do River Plate de Sergipe ascendeu no cenário regional ao conquistar três títulos, a saber, a segunda divisão estadual em 2009 e o bicampeonato estadual da primeira divisão em 2010 e 2011, sem contar as participações nacionais na série D e Copa do Brasil dos últimos anos. Em contrapartida às conquistas do River Brasileiro, o mundo do futebol assistiu neste mesmo período a uma uma queda impressionante do River Plate argentino, o gigante de los hermanos argentinos: o time foi rebaixado em 2011 no Campeonato Argentino. Inspirado no nome do primo rico, o River nordestino dá lição e já sonha com voos mais altos. Para tanto, está perto de contratar um jogador argentino cujo nome é guardado a sete chaves pelos dirigentes. Sabe-se apenas que já defendeu a equipe do Monumental de Nuñez. Trata-se uma potencial parceria por vir a ser melhor explorada futuramente.

### Copa do Brasil de 2011
O time do River Plate ganhou destaque nacional no dia 23 de fevereiro de 2011 quando enfrentou o Botafogo do Rio de Janeiro e ganhou deste na cidade de Aracaju pelo placar de 1 a 0, com gol de Bebeto Oliveira embalando a torcida local que compareceu em massa ao lotar o estádio Batistão para prestigiar o evento. Contudo, na partida de volta o time carioca descontou com o mesmo placar, numa atitude infeliz do juiz de validar o gol do Botafogo. Posteriormente foi comprovado pelas câmeras de transmissão que o gol, de fato, não ocorreu. Sendo assim, a decisão da vaga ainda foi para os pênaltis. No entanto, nesta última etapa perdeu nos pênaltis episódio este que deu, precipitadamente, o avanço do Botafogo na competição e a revolta do time sergipano com a arbitragem.

#### Bicampeonato em 2011
O time de Carmópolis com a conquista do Sergipão 2011 alcançou mais uma façanha inédita na história do clube: o bicampeonato estadual. Com praticamente a permanência da base do mesmo grupo que conquistou o título no ano anterior, o River continua a mostrar a que veio pois já era, desde o início do referido campeonato, o principal favorito na disputa pelo título. Não é à toa que com seu projeto audacioso e estruturado de um futebol profissionalizante, de vanguarda a nível estadual, tem ganhado cada vez mais visibilidade e reconhecimento em âmbito nacional. Tal projeto vem sendo posto a tona para fazer do clube um grande concorrente para a Série D e também para o Tri-Campeonato Sergipano.

### Encerramento das Atividades
Apesar do sucesso, o River Plate-SE encerrou as atividades de forma repentina em 2013, abrindo mão de disputar o Campeonato Sergipano e as competições nacionais para as quais estava classificado. Para entender o porquê de isso ter acontecido, é preciso saber como se estruturou o clube lá atrás. O River e o Confiança têm ligações históricas por causa dos dirigentes.
Fernando França, ex-presidente e diretor de futebol do Confiança, esposo da então prefeita de Carmópolis, Esmeralda Cruz, foi o patrono do River Plate e montou o projeto para torná-lo grande no estado. Levou como presidente Ernando Rodrigues, que era gerente de futebol azulino. Fernando França faleceu, mas o trabalho continuou por um tempo com o filho dele, Hyago França.
Porém, os dirigentes voltaram às origens em 2013, encerrando as atividades no River Plate e assumindo cargos na diretoria do Confiança. Ernando como diretor do departamento de futebol e Hyago como vice de Luiz Roberto. Depois, assumindo a presidência. O grupo conseguiu, desde então, três estaduais e dois acessos no Campeonato Brasileiro. E o Ouro Negro ficou na memória de uma pequena, mas empolgada torcida em Carmópolis.

## Títulos
| ESTADUAIS | ESTADUAIS                       | ESTADUAIS | ESTADUAIS   |
|           | Competição                      | Títulos   | Temporadas  |
| --------- | ------------------------------- | --------- | ----------- |
|           | Campeonato Sergipano            | 2         | 2010 e 2011 |
|           | Campeonato Sergipano - Série A2 | 2         | 1991 e 2009 |
|           | Torneio Início                  | 1         | 2012        |

## Rivalidade
O River Plate sergipano possuia rivalidade com o Boca Júnior de Cristinápolis, e disputavam o Clássico Boca x River do Brasil.